# Anzacazória
Anzacazória (em latim: Anzachazoria; em armênio: Անձախի ձոր, Anjaχi jor; lit. "vale de Anzaque") ou Anjaque (Անձախ, Anjaχ), segundo a Geografia de Ananias de Siracena (século VII), foi um gavar (cantão) da província da Vaspuracânia, no Reino da Armênia. Estava situado no vale do rio Cotur e tinha como centro a fortaleza de Cotur. Englobava uma área de 825 quilômetros quadrados. Após a Paz de Acilisena firmada pelo imperador Teodósio I (r. 378–395) e o xainxá Sapor III (r. 383–388) que dividiu a Armênia em duas partes, Anzacazória era um dos territórios remanescentes do reino. Era governado pela família de Enzai (em armênio: Ընձայացի; romaniz.: Ēnjaycʼi).